# Bitwa pod Drohiczynem (2 VIII 1920)

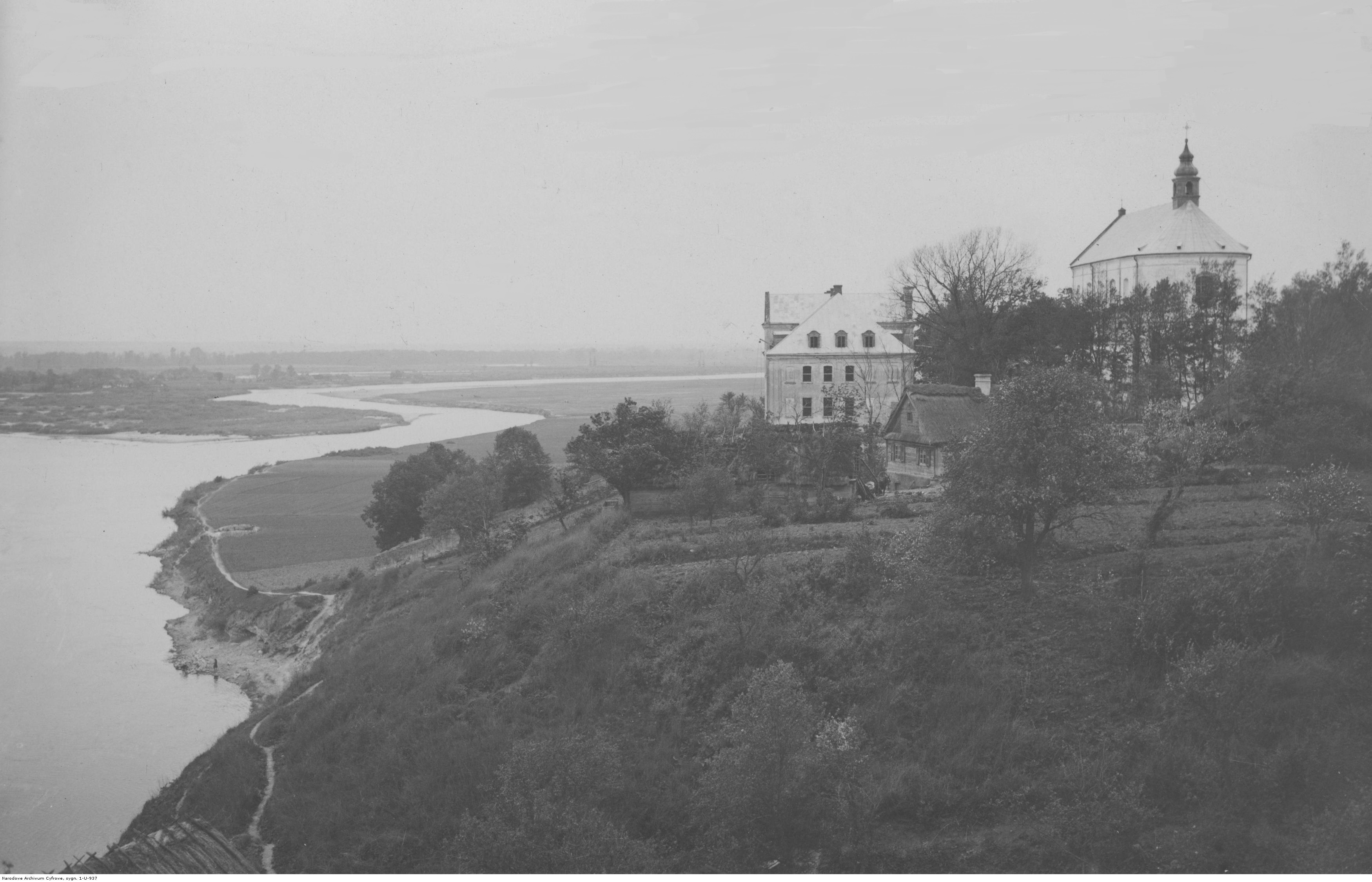
Drohiczyn - Kościół Przenajświętszej Trójcy i panorama Bugu

Bitwa pod Drohiczynem – część bitwy nad Bugiem. Walki 15 Wielkopolskiej Dywizji Piechoty gen. Władysława Junga z oddziałami sowieckiej 27 Dywizji Strzelców Witowta Putny w czasie II ofensywy Frontu Zachodniego Michaiła Tuchaczewskiego w okresie wojny polsko-bolszewickiej.

## Sytuacja ogólna
W pierwszej dekadzie lipca przełamany został front polski nad Autą, a wojska Frontu Północno-Wschodniego gen. Stanisława Szeptyckiego cofały się pod naporem ofensywy Michaiła Tuchaczewskiego.
Naczelne Dowództwo Wojska Polskiego nakazało powstrzymanie wojsk sowieckiego Frontu Zachodniego na linii dawnych okopów niemieckich z okresu I wojny światowej.
Sytuacja operacyjna, a szczególnie upadek Wilna i obejście pozycji polskich od północy, wymusiła dalszy odwrót wojsk polskich.
1 Armia gen. Gustawa Zygadłowicza cofała się nad Niemen, a 4 Armia nad Szczarę.
Obrona wojsk polskich na linii Niemna i Szczary również nie spełniła oczekiwań. W walce z przeciwnikiem oddziały polskie poniosły duże straty i zbyt wcześnie rozpoczęły wycofanie na linię Bugu.
Już 31 lipca 4 Armia gen. Leonarda Skierskiego przekroczyła Bug w rejonie Mielnika i obsadziła zachodni brzeg rzeki na odcinku Granne – Pratulin.
1 sierpnia, po utracie pozycji nad Orlanką i Leśną, lewe skrzydło 4 Armii wycofało się za Bug.
W ślad za nią natarcie kontynuowała sowiecka 16 Armia Nikołaja Sołłohuba. Na Drohiczyn uderzyła 27 Dywizja Strzelców, na Łosice 17 Dywizja Strzelców, na Międzyrzec – Białą Podlaską 8 Dywizja Strzelców.

## Walki pod Drohiczynem
Oddziały 15 Wielkopolskiej Dywizji Piechoty wycofały się za Bug nocą z 31 na 1 sierpnia 1920. 2 sierpnia uderzyły na forsujące rzekę w okolicach Drohiczyna jednostki sowieckiej 27 Dywizji Strzelców i odrzuciły je na drugi brzeg. Wzięto przy tym do niewoli około 100 jeńców i zdobyto dwa działa.
4 sierpnia 27 DS skupiła większość swoich sił na północny zachód od Drohiczyna. Tym razem  Sowieci  sforsowali Bug i utworzyli przyczółek na lewym brzegu rzeki. Polskie kontrataki okazały się  bezskuteczne.
W następnych dniach Sowieci kontynuowali natarcie. Lewe skrzydło i centrum polskiej 15 Dywizji Piechoty wycofało się do rejonu Sokołowa Podlaskiego.
W związku z ogólnym odwrotem wojsk polskich znad Bugu i przegrupowaniem do bitwy nad Wisłą, zaniechano kolejnych kontrataków i teren pozostał w rękach sowieckich.